# Orgères (Orne)
Orgères è un comune francese di 181 abitanti situato nel dipartimento dell'Orne nella regione della Normandia.

## Società

### Evoluzione demografica
Abitanti censiti